# Ротштейн, Илья Давидович
Илья Давидович Ротштейн (1893—1942) — майор РККА, участник гражданской и Великой Отечественной войн, кавалер двух орденов Красного знамени (1922, 1923).

## Биография
Родился в 1893 году в Риге, в рабочей семье. В годы гражданской войны пошёл на службу в Рабоче-крестьянскую Красную Армию. Участвовал в боях гражданской войны, будучи сначала командиром и одновременно военным комиссаром бронепоезда № 73, затем командиром бронепоезда «имени товарища Руднева». Неоднократно отличался в боях.
Приказом Революционного Военного Совета Республики № 218 в 1922 году бывший командир и военком бронепоезда № 73 Илья Ротштейн был награждён первым орденом Красного Знамени РСФСР.
Приказом Революционного Военного Совета Республики № 147 в 1923 году бывший командир бронепоезда «имени товарища Руднева» Илья Ротштейн вторично был награждён орденом Красного Знамени РСФСР.
В июле 1919 года Ротштейн был назначен начальником Киевской объединённой военной школы командиров Рабоче-крестьянской Красной Армии (ныне — Киевское высшее общевойсковое командное училище), возглавлял её до февраля 1922 года.
Участвовал в Великой Отечественной войне, в звании майора служил на артиллерийском ремонтном заводе, артиллерийского отдела управления Черноморского флота начальником артиллерийского цеха. Пропал без вести во время боёв приблизительно в июле 1942 года (в ряде документов указывается дата 1 июля 1942 года) в последние дни обороны Севастополя.